# Maison du Dragon
La maison du Dragon (vietnamien : Bến Nhà Rồng) officiellement appelé musée Hồ Chí Minh - site de Hô Chi Minh-Ville (vietnamien : Bảo tàng Hồ Chí Minh - Chi nhánh Thành phố Hồ Chí Minh), désigne le bâtiment et musée du 4e arrondissement d'Hô Chi Minh-Ville au Viêt Nam. 

## Présentation
Le port du Dragon est construit pour assurer les transports entre la France et l'Indochine française.
Situé au bord la rivière de Saïgon, dans le port du Dragon, le bâtiment est construit en 1864 comme siège des Messageries maritimes.
Deux dragons en céramique se tournant vers la lune sont disposés symétriquement sur son toit.
Cet endroit est connu parce que c'est ici que le jeune homme nommé Van Ba ou  Nguyen Tat Thanh, y a embarqué comme aide-cuisinier sur le navire amiral Latouche Tréville (vi) de 1911 à 1913, pour avoir l'occasion de naviguer en France. 
Trente ans plus tard, après avoir voyagé dans plusieurs pays, il est retourné dans son pays natal en tant que Hô Chi Minh pour y mener la révolution.
Le 2 septembre 1945, sur la place Ba Dinh, il lira la Déclaration d'indépendance vietnamienne fondant la République démocratique du Viêt Nam. 
Après la chute de Saïgon et la réunification nationale en 1975, la maison du Dragon est devenue un site commémoratif dédié au grand leader vietnamien. 
En 1995, ce bâtiment a été modernisé pour devenir une branche du musée Hồ Chí Minh.
Le musée est doté de neuf salles et d'un bel espace en plein air. 
Le visiteur peut y découvrir la vie et l'œuvre révolutionnaire du président Hô Chi Minh ainsi que certains de ses objets personnels, comme les sandales qu’il portait lors de son voyage et une brique qu’il a utilisée pour se réchauffer durant l'hiver passé en Europe.

## Galerie

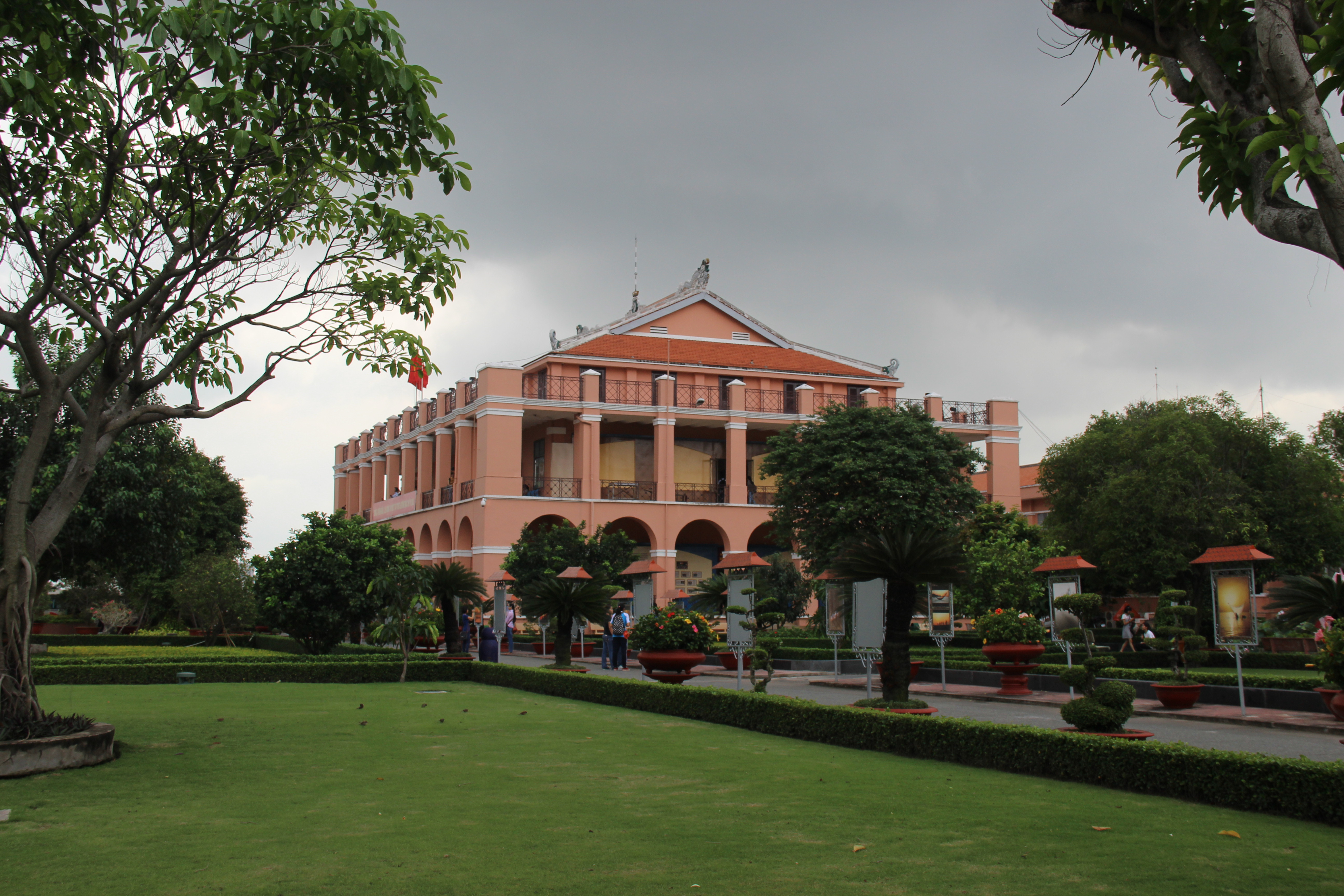
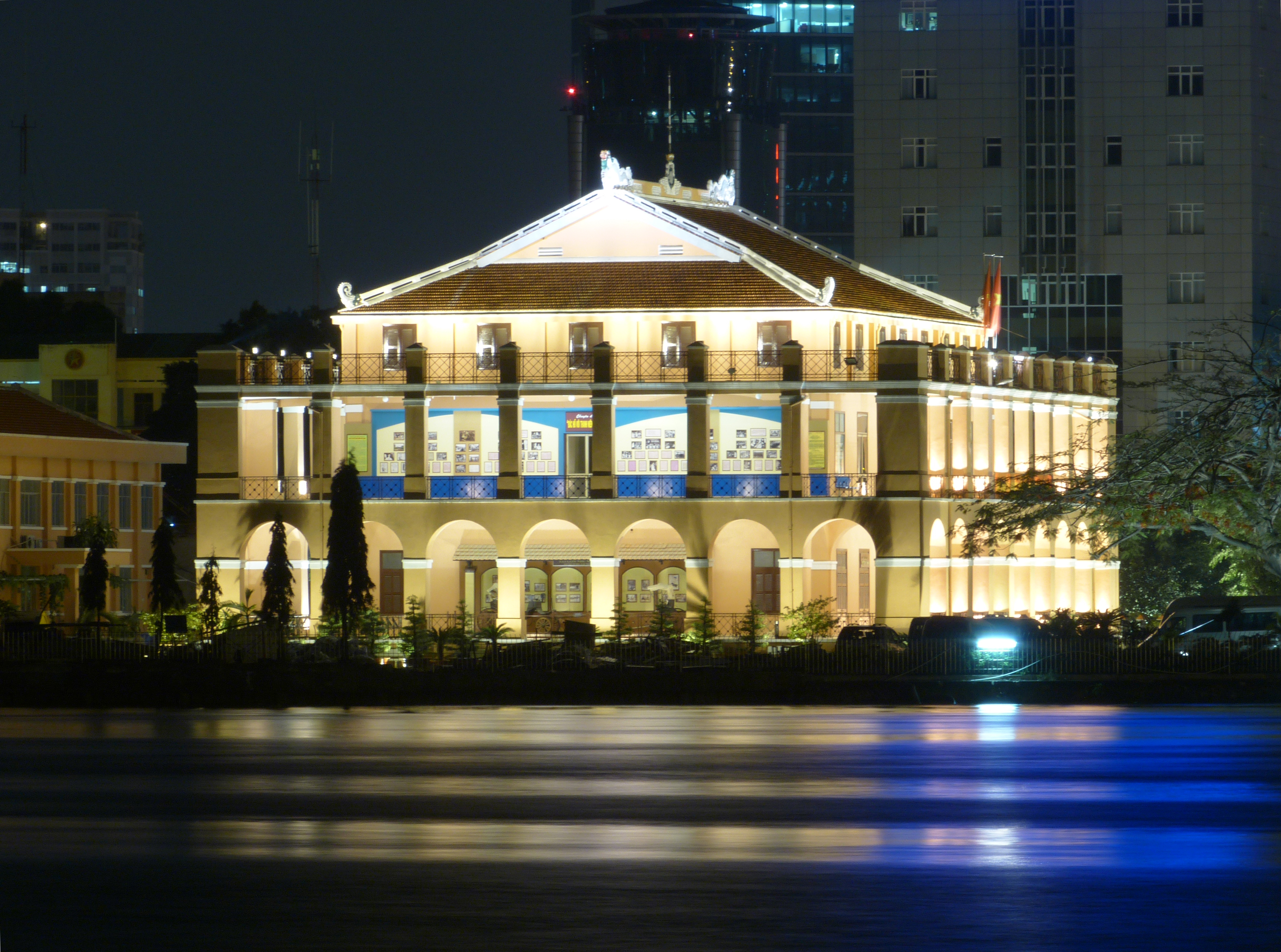
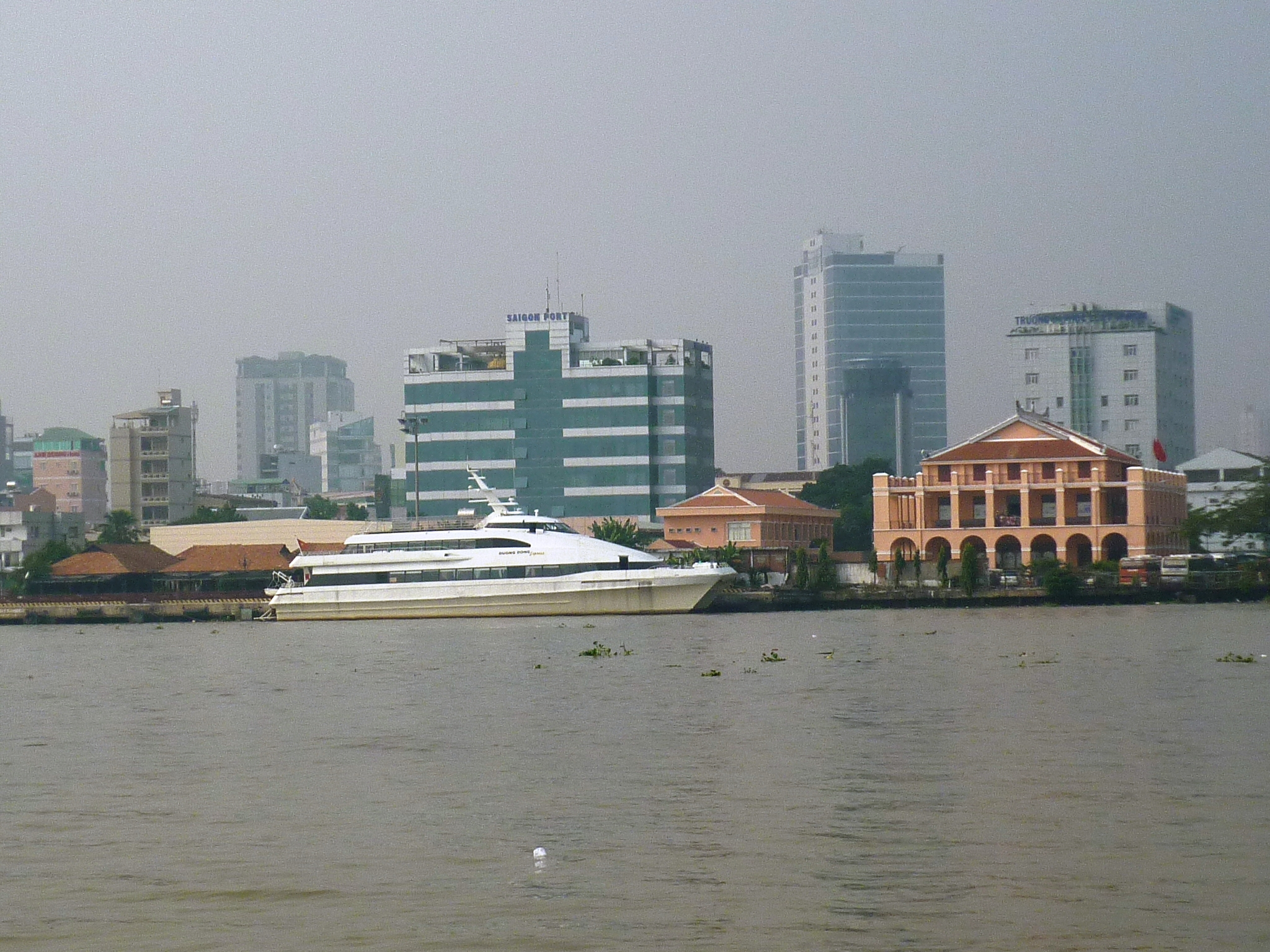
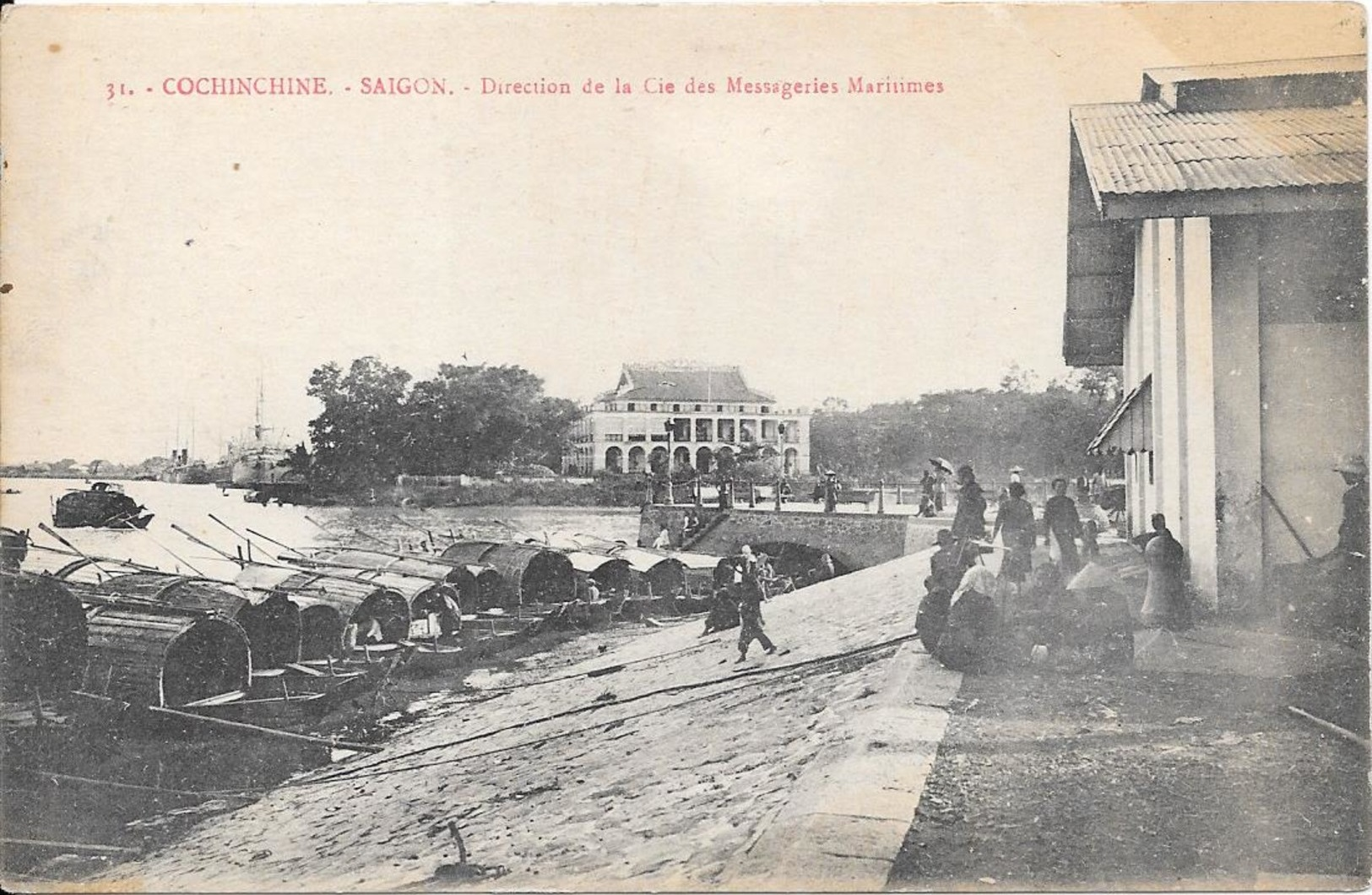